# Apac
Apac è un centro abitato dell'Uganda, situato nella Regione settentrionale. 